# William Lewis
William Lewis FRS (Kingston upon Thames, ca. 1708 — Kingston upon Thames, 21 de janeiro de 1781) foi um químico e físico inglês.

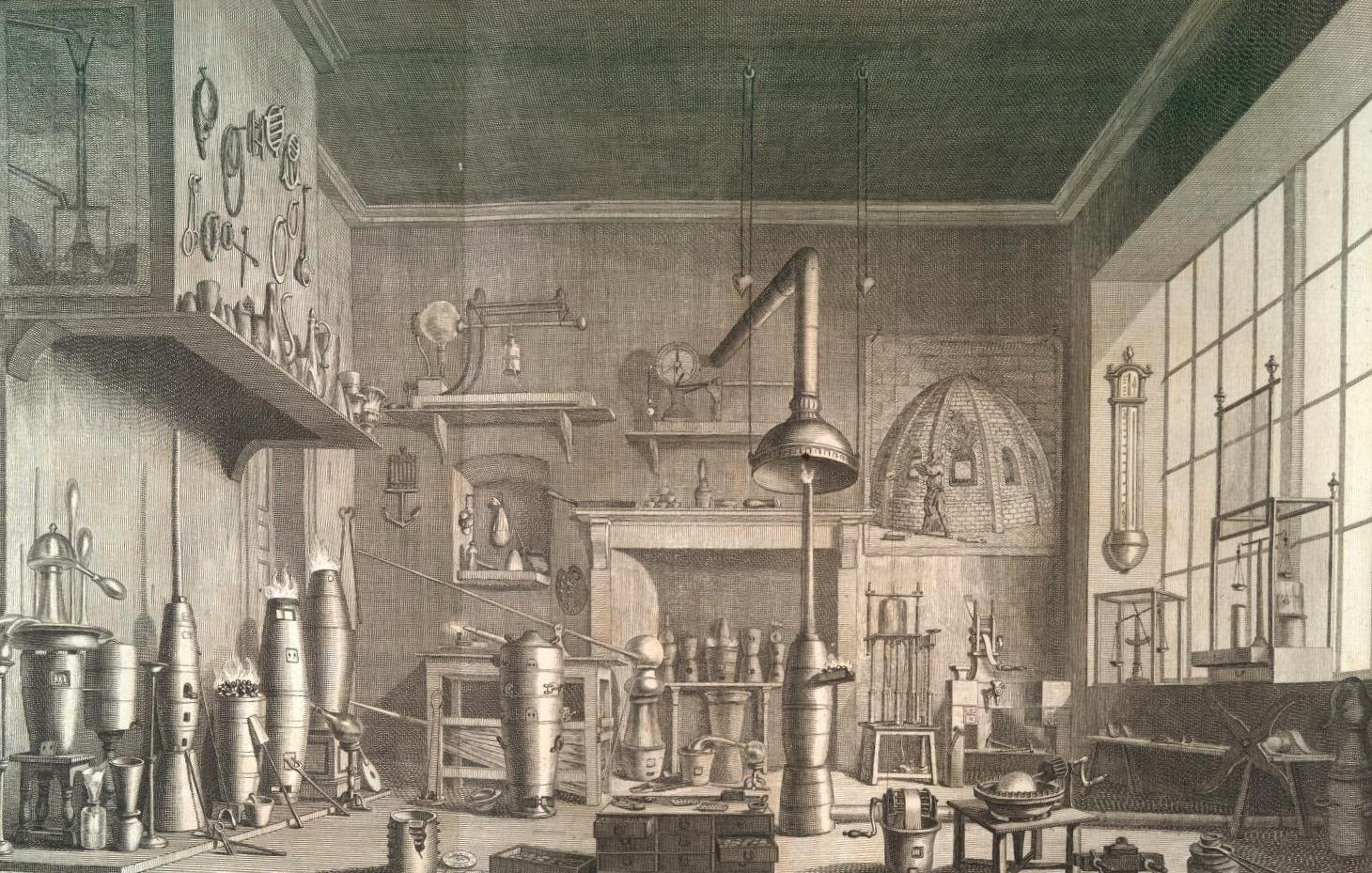
Um laboratório de química no século XVIII, de Commercium Philosophico-Technicum por William Lewis

É conhecido por seus escritos sobre farmácia e medicina, e por suas pesquisas sobre metais.

## Vida e obra
Filho de John (William?) Lewis, um fabricante de cerveja, nasceu em Richmond upon Thames. Matriculou-se na Christ Church (Oxford) em 17 de março de 1730. Graduou-se como B.A. em 1734, M.A. em 1737, M.B. em 1741 e M.D. em 1745. Foi médico praticante, e em 1746 morou na Dover Street, em Londres, mas logo em seguida mudou-se para Kingston upon Thames. Na inauguração da Radcliffe Science Library, em 1749, proferiu um discurso.
Faleceu em Kingston upon Thames em 21 de janeiro de 1781 e foi sepultado em Richmond.

## Honrarias
- Membro da Royal Society, 1745
- Medalha Copley, 1754

## Publicações selecionadas
- A Course of Practical Chemistry, Londres, 1746, 8vo.
- Pharmacopœia Edinburgensis, Londres, 1748, 8vo.
- The New Dispensatory, London, 1753, 8vo, Edinburgh, 1781, 1791.
- Experimental History of the Materia Medica, London, 1761, 4to; 2nd edit. 176S; 3rd edit, by J. Aiken, 1784; German translation,1771.
- Commercium Philosophico-Technicum, Londres, 1763–1766, 4to.

Lewis também publicou traduções das obras sobre química de Caspar Neuman em 1759, e postumamente do System of the Practice of Medicine de Hoffman, em 1783. Dois artigos dele sobre platina foram publicados no Philosophical Transactions de 1754 e 1767. Em 1767 a "Society for the Improvement of Arts, Manufactures, &c.", da qual ele foi um dos fundadores, concedeu a ele uma medalha de ouro por um estudo sobre potassa.